# トラウマ (世にも奇妙な物語)
「トラウマ」は、1998年に『世にも奇妙な物語 春の特別編』内で放送されたテレビドラマ。

## あらすじ
主人公の女性は、あることがきっかけで他人の顔がのっぺらぼうに見えてしまうようになる。精神的なことだと言われるが、主人公には心当たりが無かった。そんなある日、医者に催眠術を掛けられ、封印していた過去の記憶が明らかとなる。それは大学時代、教授に襲われそうになった主人公を庇ってくれた男性が、教授を殴り殺すという内容だった。そのことを主人公は彼氏に伝えにいくが、彼こそが教授を殴り殺した男性だった。

## 出演者
- 女 - 稲森いずみ
- 陰山泰
- 長江英和
- 田中要次
- 二階堂智
- 杉中子
- 末永千草

## スタッフ
- 脚本 - 中村樹基、星護
- 演出 - 星護
- 企画 - 石原隆、鈴木吉弘
- プロデュース - 加藤正俊
- 協力プロデュース - 岩田祐二、稲田秀樹、森谷雄
- 制作 - フジテレビ、共同テレビ

| スタブアイコン | サブスタブ | この項目は、まだ閲覧者の調べものの参照としては役立たない、テレビ番組に関連した書きかけの項目です。この項目を加筆・訂正などしてくださる協力者を求めています（P:テレビ/PJ:放送または配信の番組）。 |